# LIFE (X.Y.Z.→Aのアルバム)
『LIFE』（ライフ）は、X.Y.Z.→Aの3枚目のアルバム。2002年4月24日にリリースされた。

## 解説
X.Y.Z.→Aの3枚目のアルバム。シングル曲「PURE」が収録されている。同アルバムの帯には「二井原が叫ぶ！橘高が泣く！和佐田が暴れる！末吉が失踪する！これがX.Y.Z.→Aの生き方。ついに、最高傑作の登場です！」と記されている。

## 収録曲
1. 生きるとは何だ
作詞 / 作曲：ファンキー末吉
2. STAND UP FOR YOUR BELIEF
作詞：ファンキー末吉 / 作曲：和佐田達彦
3. MIDNIGHT TRAIN
作詞：二井原実 / 作曲：橘高文彦
4. PURE
作詞：二井原実 / 作曲：ファンキー末吉
5. 真実はどこにある
作詞 / 作曲：ファンキー末吉
6. メビウスの輪
作詞 / 作曲：二井原実
7. 世界中のだれよりも
作詞：二井原実 / 作曲：ファンキー末吉
8. FEED ME LUST LOVE
作詞 / 作曲：二井原実
9. DEAR
作詞：二井原実 / 作曲：橘高文彦
10. LONELY JOURNEY
作詞：ファンキー末吉 / 作曲：橘高文彦
11. 無礼講!
作詞：二井原実 / 作曲：和佐田達彦